# Digital Veil
Digital Veil è il terzo album in studio dei The Human Abstract. L'album è stato pubblicato l'8 marzo 2011.

## Tracce
1. Elegiac – 2:11
2. Complex Terms – 5:10
3. Digital Veil – 3:30
4. Faust – 5:56
5. Antebellum – 7:29
6. Holographic Sight – 4:28
7. Horizon to Zenith – 4:19
8. Patterns – 3:43